# Curtiss T-32
Der Curtiss T-32 Condor II war ein zweimotoriger Doppeldecker von Curtiss. Die Maschine wurde in Gemischtbauweise aus Holz, Stahlrohren und Stoff hergestellt. Die Passagierkabine war schalldicht verkleidet. Neben zwei Piloten fand auch eine Stewardess Platz. Jeder Sitzplatz besaß eine regelbare Frischluftdüse. Die Curtiss wurde als BT-32 auch in einer militärischen Version gebaut.

## Versionen

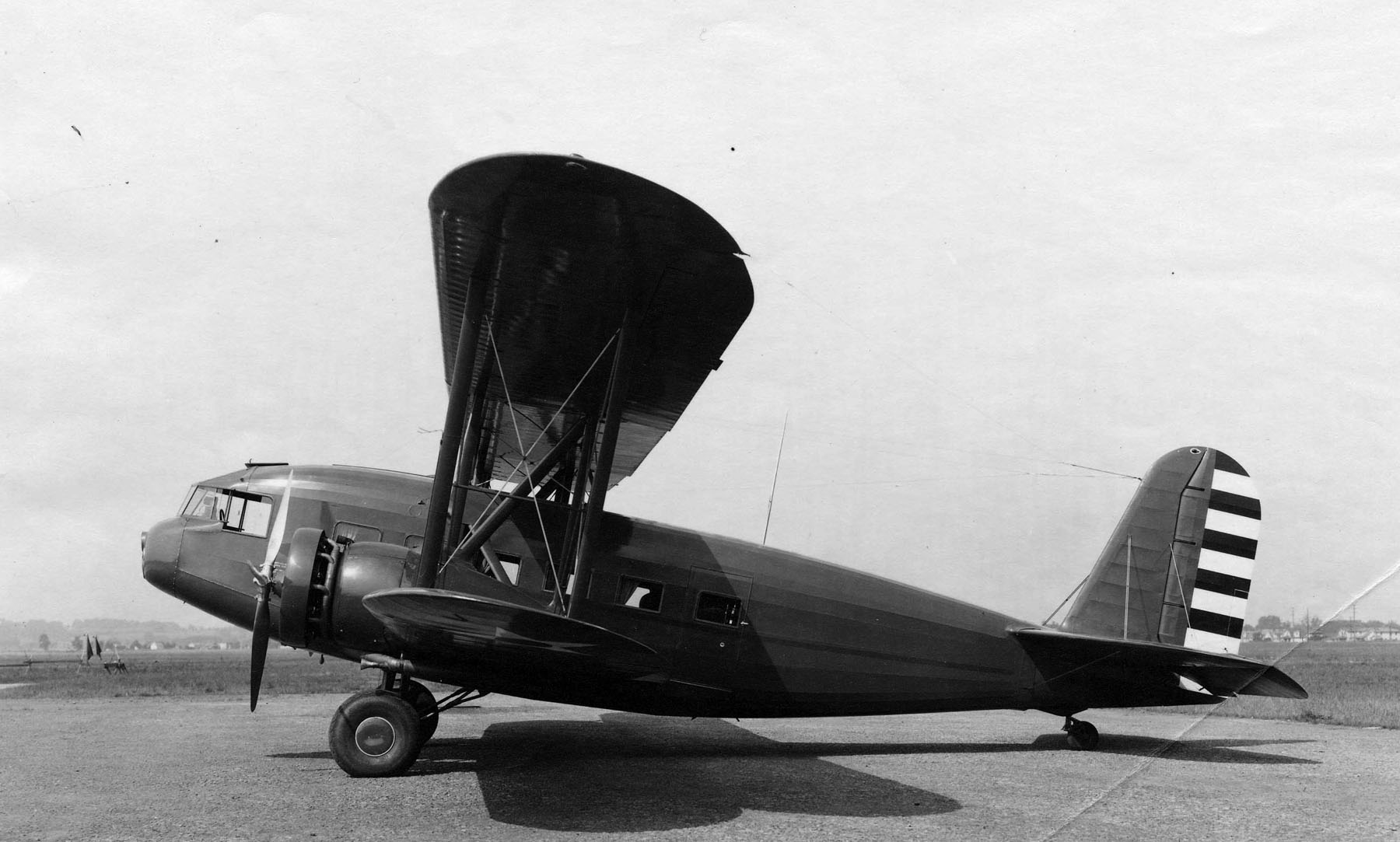
T-32/YC-30 des USAAC 1933

T-32luxuriöser VIP-Transporter mit Betten, 21 wurden gebaut.
AT-32AVersion mit Verstellpropellern und 710 PS (529 kW) Wright SCR-1820-F3 Cyclone-Motoren, drei gebaut.
AT-32BVersion mit An AT-32 720 PS (537 kW) Wright SCR-1820-F2 Cyclone-Motoren, drei wurden gebaut.
T-32Czehn auf den Standard der AT-32 gebrachte T-32.
AT-32Ceine gebaut für Swissair. Abgestürzt am 27. Juli 1934 bei Wurmlingen (Landkreis Tuttlingen).
AT-32DVersion mit 720 PS (537 kW) Wright SCR-1820-F3 Cyclone-Motoren und Möglichkeit der Umrüstung von VIP-Version zu Transportflugzeug, eine wurde gebaut.
AT-32EVersion für die United States Navy (siehe R4C-1).
BT-32Bomber, acht wurden gebaut.
CT-32Transportflugzeug mit großer Frachttür, drei wurden für Argentinien gebaut.
YC-30Bezeichnung für zwei T-32.
R4C-1Bezeichnung für zwei AT-32E, von denen eine an die U.S. Navy geliefert wurde, eine an das United States Marine Corps. Beide wurden später beim United States Antarctic Service eingesetzt.

## Technische Daten
| Kenngröße             | Daten                                                 |
| --------------------- | ----------------------------------------------------- |
| Besatzung             | 2–4                                                   |
| Passagiere            | 12–24                                                 |
| Länge                 | 15,0 m                                                |
| Spannweite            | 25,9 m                                                |
| Höhe                  | 4,4 m                                                 |
| Leermasse             | 5192 kg                                               |
| Startmasse            | 7620 kg                                               |
| Reisegeschwindigkeit  | 235 km/h                                              |
| Höchstgeschwindigkeit | 274 km/h                                              |
| Dienstgipfelhöhe      | 4000 m                                                |
| Reichweite            | 2700 km                                               |
| Triebwerke            | 2 × Wright Cyclone SR-1820-F 3 mit je 720 PS (530 kW) |